# KSC Maccabi-Voetbal Antwerp

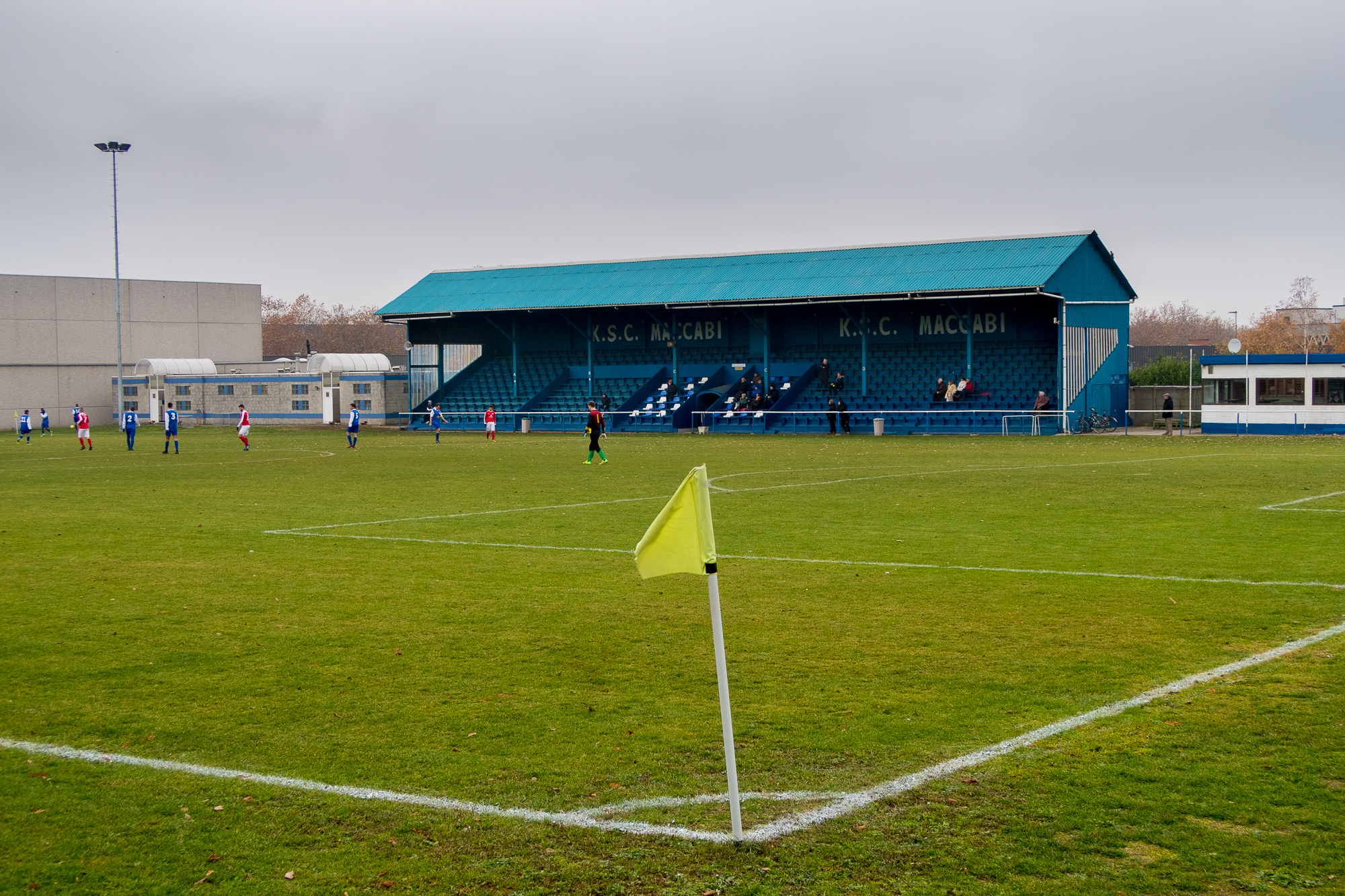
De houten zittribune van KSC Maccabi.

KSC Maccabi-Voetbal Antwerp is een Belgische voetbalclub uit Antwerpen. De club is aangesloten bij de KBVB met stamnummer 201 en heeft wit en blauw als kleuren. Maccabi Antwerpen is de club van de Joodse gemeenschap in Antwerpen en een van de oudste nog actieve voetbalclubs van de provincie.

## Geschiedenis
De omnisportvereniging Maccabi Antwerpen werd in 1920 opgericht. Al gauw richtte men binnen de club ook een voetbalafdeling op en SC Maccabi Antwerpen sloot zich in 1923 aan bij de Belgische Voetbalbond. In 1924 ging men op een terrein in Wilrijk spelen. Bij de invoering van de stamnummers in 1926 kreeg men stamnummer 201 toegekend.
Maccabi bleef decennialang in de regionale en provinciale reeksen spelen, tot men in 1960 voor het eerst de nationale bevorderingsreeksen of Vierde Klasse bereikte. De club kon zich even handhaven, maar twee seizoenen later degradeerde men weer naar Eerste Provinciale. Men verhuisde in het seizoen 1962-1963 naar een nieuw terrein aan de Karel du Boislaan in Hoboken.Het contract had men al in handen op 13 oktober 1961 met de bazen van SC Cockerill-Ougrée die daar een mooi stadion neergepoot had en Leo Bosschaertsstadion noemde.Het ligt knal naast het stadion van SK Hoboken en beide speelde om de concurrentie te vermijden met Beerschot AC hun thuiswedstrijden als Beerschot uit speelde.Hierdoor speelde om de beurt de ene ploeg om 13.30 en de andere om 15.00.Uiteindelijk legde Maccabi een bod op tafel dat zij negen keer samen met Beerschot zouden samen thuis spelen en Hoboken dan zes keer, maar die wilden er niet van weten.
In 1963 promoveerde KSC Maccabi Antwerpen opnieuw naar Vierde Klasse en ditmaal kon de club er zich langer handhaven. Men werd er in het eerste seizoen al meteen tweede in de reeks, op amper twee punten van reekswinnaar CS Schaerbeek. Een seizoen later werd men opnieuw tweede, nu na Racing Club de Jette. Maccabi bleef bij de top van zijn reeks behoren, maar strandde ook in zijn derde seizoen op een tweede plaats, ditmaal op een puntje van Voorwaarts Tienen. In het vierde seizoen, 1966/67, eindigde men nog als vierde, maar in 1967 was het na vijf seizoenen uiteindelijk toch raak voor de club. Maccabi Antwerpen won zijn reeks en promoveerde zo voor het eerst naar Derde Klasse.
In Derde Klasse bleef Maccabi sterk presteren. Men eindigde er in het eerste seizoen meteen boven in de rangschikking, met evenveel punten als RC Mechelen. Mechelen had echter een wedstrijd meer gewonnen en werd zo reekswinnaar. Maccabi strandde op een tweede plaats en slaagde er zo net niet in meteen door de stoten naar Tweede Klasse. Het volgend seizoen eindigde men nog vierde, maar daarna ging het moeilijker voor de club en in 1972 eindigde men op een voorlaatste plaats. Na vier jaar degradeerde de club opnieuw naar Vierde Klasse.
Ook in Vierde Klasse ging het nu verder bergaf en twee jaar later strandde SC Maccabi Antwerpen er op een laatste plaats. Na 11 jaar onafgebroken nationaal voetbal degradeerde de club zo in 1974 weer naar de provinciale reeksen. Maccabi zou de volgende jaren niet meer terugkeren op het nationale niveau en zakte de volgende jaren en decennia verder weg in de provinciale reeksen, zelfs tot in de allerlaagste reeksen. Halverwege de jaren 90 werd bij het 75-jaar bestaan van de sportclub de Zaatlaan, de straat ten westen van de terreinen van de club, hernoemd tot Maccabilaan.

## Resultaten
| Seizoen | Klasse | Klasse | Klasse | Klasse | Klasse | Klasse | Klasse | Klasse | Klasse | Reeks                                                    | Punten                                                   | Opmerkingen                                                                     |
|         | I      | I      | II     | III    | IV     | P.I    | P.II   | P.III  | P.IV   | Vanaf 1952/53 zijn er 4 nationale niveaus                | Vanaf 1952/53 zijn er 4 nationale niveaus                | Vanaf 1952/53 zijn er 4 nationale niveaus                                       |
| ------- | ------ | ------ | ------ | ------ | ------ | ------ | ------ | ------ | ------ | -------------------------------------------------------- | -------------------------------------------------------- | ------------------------------------------------------------------------------- |
| 2003/04 |        |        |        |        |        |        |        | 7      |        | Derde prov. Antw B                                       | 47                                                       |                                                                                 |
| 2004/05 |        |        |        |        |        |        |        | 5      |        | Derde prov. Antw A                                       | 54                                                       |                                                                                 |
| 2005/06 |        |        |        |        |        |        |        | 2      |        | Derde prov. Antw B                                       | 61                                                       |                                                                                 |
| 2006/07 |        |        |        |        |        |        | 8      |        |        | Tweede prov. Antw A                                      | 39                                                       |                                                                                 |
| 2007/08 |        |        |        |        |        |        | 15     |        |        | Tweede prov. Antw A                                      | 32                                                       |                                                                                 |
| 2008/09 |        |        |        |        |        |        |        | 7      |        | Derde prov. Antw B                                       | 50                                                       |                                                                                 |
| 2009/10 |        |        |        |        |        |        |        | 12     |        | Derde prov. Antw A                                       | 34                                                       |                                                                                 |
| 2010/11 |        |        |        |        |        |        |        | 14     |        | Derde prov. Antw A                                       | 20                                                       |                                                                                 |
| 2011/12 |        |        |        |        |        |        |        |        | 5      | Vierde prov. Antw B                                      | 51                                                       |                                                                                 |
| 2012/13 |        |        |        |        |        |        |        |        | 16     | Vierde prov. Antw B                                      | 15                                                       |                                                                                 |
| 2013/14 |        |        |        |        |        |        |        |        | 9      | Vierde prov. Antw B                                      | 30                                                       |                                                                                 |
| 2014/15 |        |        |        |        |        |        |        |        | 10     | Vierde prov. Antw B                                      | 31                                                       |                                                                                 |
| 2015/16 |        |        |        |        |        |        |        |        | 8      | Vierde prov. Antw B                                      | 39                                                       |                                                                                 |
|         | 1A     | 1B     | 1Am    | 2Am    | 3Am    | P.I    | P.II   | P.III  | P.IV   | Vanaf 2016-17 zijn er 3 nationale en 2 regionale niveaus | Vanaf 2016-17 zijn er 3 nationale en 2 regionale niveaus | Vanaf 2016-17 zijn er 3 nationale en 2 regionale niveaus                        |
| 2016/17 |        |        |        |        |        |        |        |        | 6      | Vierde prov. Antw B                                      | 55                                                       |                                                                                 |
| 2017/18 |        |        |        |        |        |        |        |        | 9      | Vierde prov. Antw B                                      | 40                                                       |                                                                                 |
| 2018/19 |        |        |        |        |        |        |        |        | 11     | Vierde prov. Antw B                                      | 40                                                       |                                                                                 |
| 2019/20 |        |        |        |        |        |        |        |        | 13     | Vierde prov. Antw B                                      | 27                                                       |                                                                                 |
| 2020/21 |        |        |        |        |        |        |        |        | -      | Vierde prov. Antw B                                      | -                                                        | Corona                                                                          |
| 2021/22 |        |        |        |        |        |        |        |        | 14     | Vierde prov. Antw C                                      | 20                                                       |                                                                                 |
| 2022/23 |        |        |        |        |        |        |        |        | 5      | Vierde prov. Antw B                                      | 43                                                       | Uitgeschakeld in 1ste ronde promotie-eindronde (0-0 na 120', 3-4 strafschoppen) |
| 2023/24 |        |        |        |        |        |        |        |        | 10     | Vierde prov. Antw A                                      | 33                                                       |                                                                                 |
| 2024/25 |        |        |        |        |        |        |        |        | 11     | Vierde prov. Antw B                                      | 41                                                       |                                                                                 |
| 2025/26 |        |        |        |        |        |        |        |        |        | Vierde prov. Antw A                                      |                                                          |                                                                                 |